# Dhany
Dhany, pseudonimo di Daniela Galli (Reggio Emilia, 23 ottobre 1972), è una cantante italiana.
Ha cooperato con gruppi quali KMC e Benassi Bros. La sua voce è influenzata da ritmi soul e R&B, il che rende le canzoni elettroniche dei Benassi Bros molto riuscite, grazie al suo raro timbro di voce che l'ha portata ad essere definita una delle migliori voci soul bianche della scena dance internazionale.

## Biografia
Nata nella prima metà degli anni '70, sposata con tre figli.
Prima dei Benassi Bros, Dhany collaborò con il gruppo KMC (con Benny Benassi), realizzando due singoli: Somebody To Touch Me nel 1995 e Street Life nel 1996, che riscossero un notevole successo nei club.
Parallelamente alla sua collaborazione con KMC, Dhany pubblicò Yo Quiero Respirar nell'autunno del 1999, che divenne presto una hit nell'America Latina, seguito dall'omonimo album.
Ma raggiunge l'apice del successo nella primavera del 2000 quando, insieme al progetto Mumm, creato da Davide Riva e Federico Riccò, pubblica il singolo I Wanna Be Free, arrivando alla vetta di diverse classifiche di musica dance.
Nell'autunno dello stesso 2000, è la volta di Shut Up, con il quale la cantante riesce a piazzarsi notevolmente nel panorama dance specialmente in Germania e Paesi Bassi.
Nel 2001 uscì il brano di KMC, intitolato I Feel So Fine, cantato da Dhany che ottenne un ottimo posto in classifica. Sempre nello stesso anno uscì pure Run To Me, realizzato con Al Ben (titolo ripreso nell'album Phobia, dei Benassi Bros).
Dopo questi continui successi nel panorama dance internazionale, Dhany prestò la sua voce al gruppo italiano di musica pop Links, e con loro andò anche in tour.
Ben presto accadde una svolta importantissima nella sua già brillante carriera: il progetto Benassi Bros (Benny Benassi e Alle Benassi), in cui Dhany collaborò alla scrittura dei brani contenuti in Pumphonia, il primo album dei Benassi Bros, uscito nel 2004. Su 12 brani, 10 sono stati scritti da Dhany, e uno è anche stato cantato da lei.
Ricordiamo le principali hit, quali Illusion (feat. Sandy) e Hit My Heart (feat. Dhany).
A seguito dell'enorme successo di Pumphonia, i Benassi Bros ritornarono con il loro secondo album, Phobia.
Dhany si dedicò sia alla scrittura della maggior parte dei testi (8 titoli su 12) e cantò inoltre 4 delle canzoni contenute nell'album, Make Me Feel, Every Single Day, Somebody To Touch me, e Run To Me.
Il primo singolo di questo secondo album fu Make Me Feel, che ottenne subito buone posizioni nelle classifiche dance, seguito da Every Single Day.
Dopo lo sbalorditivo successo di Every Single Day, fu la volta di Rocket In The Sky, cantata sempre da lei.
Nel 2006, Dhany ha realizzato il suo secondo album solista dal titolo E-Motions, dal quale sono tratti i singoli Miles Of Love, Let It Go e You & I.
Dal 2004 a oggi il tour di Dhany ha toccato oltre 30 paesi, portandola ad esibirsi su prestigiosi palcoscenici in tutto il mondo.
Dal 2009 Dhany ha collaborato con numerosi producers italiani e internazionali, realizzando una vasta discografia nel genere house progressive presente nelle charts Beatport e nelle club charts italiane ed europee.
Nel 2020 viene pubblicata per l'etichetta indipendente Alman Music la canzone Now and evermore, interpretata da Dhany con il contributo del sassofonista Javier Girotto.
Nel 2024 è la voce della hit Prisoners del dj producer Francolino.

## Discografia

### Album
- Quiero Respirar - Dhany (2000)
- Pumphonia - Benassi Bros (2004)
- Phobia - Benassi Bros (2005)
- E-Motions - Dhany (2007)

### Singoli
- Somebody To Touch Me - KMC feat Dhany (1995)
- Street Life - KMC feat Dhany (1994)
- Dha-Dha Tune - Dhany (1998)
- Yo Quiero Respirar/One Day In Paradise - Dhany (1999)
- I Wanna Be Free - Mumm vs. Dhany (2000)
- Shut Up - Dhany (2000)
- I Feel So Fine - KMC feat Dhany (2001)
- Run To Me - Al.Ben feat Dhany (2001)
- Liberamente - Links (2001)
- Seguimi - Links (2002)
- Pioggia Di Polvere - Links (2002)
- Hit My Heart - Benassi Bros feat Dhany (2004)
- Make Me Feel - Benassi Bros feat Dhany (2005)
- Every Single Day - Benassi Bros feat Dhany (2005)
- Rocket In The Sky - Benassi Bros feat Dhany (2005-2006)
- Miles Of Love - Dhany (2006)
- Let It Go - Dhany (2007)
- U & I - Dhany (2008)
- Break The Wall - Sandy vs Dhany (2008)
- Moscow never sleeps - Alex Gaudino & DJ Smash feat Dhany (2009)
- Leave this club alone - Benny Benassi feat Dhany (2011)
- Until the sunrise - Stefano Pain vs Mattias feat Dhany (2011)
- Everything is all wrong - Marc Mysterio & Karl Wolf feat Dhany (2011)
- Deep down inside of you - Stefy de Cicco feat Dhany (2012)
- Dancing in the twilight - Dj Aldo feat Dhany (2013)
- Thrill the world tonight - Rene' Rodrigezz feat Dany (2013)
- Hangover - Krist van D feat Dhany (2013)
- As one - Andrea Ferrini feat Dhany (2014)
- Wind of love - Komodo feat Dhany (2014)
- Now and evermore - Dhany feat. New Project Orchestra & Javier Girotto (2020)
- Prisoners - Francolino feat. Dhany (2024)